# Hemicelulóza
Hemicelulóza je polysacharid, který se od celulózy liší nižší relativní molekulovou hmotností a stavbou řetězce. Na stavbě polysacharidového řetězce se totiž podílí glukóza a další monosacharidy – jak různé hexózy (manóza, galaktóza), tak i pentózy (arabinóza, xylóza) a uronové kyseliny a eventuálně i různé cukerné methylderiváty.

## Vlastnosti
Jsou to rovné, lineární polysacharidy (polymerační stupeň je 100–200) s krátkými postranními řetězci a menším stupněm krystalického podílu (převládá u nich amorfní část, mohou však rovněž tvořit i krystality). Doprovázejí celulózu v jednotlivých vrstvách buněčné stěny rostlin. Tvoří zde tmelící vrstvu mezi celulózními řetězcovými makromolekulami, váže se na ni lignin.
Ze dřeva je lze extrahovat pomocí zředěných alkálií a snadno hydrolyzovat zředěnými kyselinami za tepla.

## Výskyt
Podíl hemicelulóz činí u jehličnanů 15–25 %, u listnatých stromů 25–45 %.[zdroj?] Podle obsahu se dělí do několika skupin, z nichž jsou významné:
- manan – hemicelulóza bohatá na mannózu je přítomná především u jehličnanů
- galaktan – hemicelulóza bohatá na galaktózu je přítomná především ve slámě, dřevinách, ale i semenech rostlin
- xylan – hemicelulóza bohatá na xylózu je přítomná především ve slámě, dřevinách a v rostlinných vláknech